# Leteći lemuri
Leteći lemuri ili kolugo sisavci su koji žive na drveću. Prisutni su u jugoistočnoj Aziji. Postoje dvije vrste u porodici Cynocephalidae i jedan red Dermoptera. Imaju najnapredniju sposobnost klizanja među sisavcima, koristeći zaliske dodatne kože između nogu kako bi se poput jedrilice kretali s viših na niže visine. Zovu ih leteći lemuri, iako nisu pravi lemuri.
Prilično su veliki za arborealnog sisavca: s oko 35 do 40 cm duljine i 1 do 2 kg težine, usporedivi su s oposumima srednje veličine ili vrlo velikim vjevericama. Imaju umjereno duge, vitke udove jednake duljine sprijeda i straga, srednje dug rep i relativno laganu građu. Glava im je mala, s velikim, frontalno usmjerenim očima s izvrsnim vidom na daljinu i malim, okruglim ušima. Pri rođenju teže samo oko 35 g  i treba im 2-3 godine da dostignu punu veličinu.
Njihova najprepoznatljivija značajka je kožna opna rastegnuta između njihovih udova, koja im omogućuje da klize preko velikih udaljenosti između drveća. Od svih sisavaca koji se mogu kretati na ovaj način, imaju najopsežnije prilagodbe za let. Njihove klizne membrane ili patagium su velike koliko je geometrijski moguće: protežu se od lopatica do prednjih nogu, od vrha krajnjeg vanjskog nožnog prsta do vrhova nožnih prstiju i od stražnjih nogu do vrha repa; za razliku od drugih sisavaca sa sposobnošću klizanja, čak je i prostor između nožnih prstiju isprepleten kako bi se povećala ukupna površina, kao kod krila šišmiša. Kao rezultat toga, tradicionalno su smatrani bliskim precima šišmiša, iako ih neki danas smatraju bliskim rođacima primata.
Oni su iznenađujuće nespretni penjači. Nedostaju im suprotni prsti i nisu osobito jaki, pa se penju uz pomoć niza sporih skokova, grabeći koru drveća svojim malim, oštrim pandžama. 
Sramežljiva su i noćna bića. Njihovo stanište je ograničeno na tropske prašume jugoistočne Azije. Zbog toga se vrlo malo zna o njihovim navikama. Smatra se da uglavnom vode samotnjačke živote, osim majki koje se brinu za svoje mlade. Biljojedi su i uglavnom se hrane lišćem, mladicama, cvjetovima i biljnim sokovima, a možda i voćem. Imaju dobro razvijen želudac i duga crijeva, što im omogućuje izvlačenje hranjivih tvari iz lišća.